# Peter Heinrich Brix

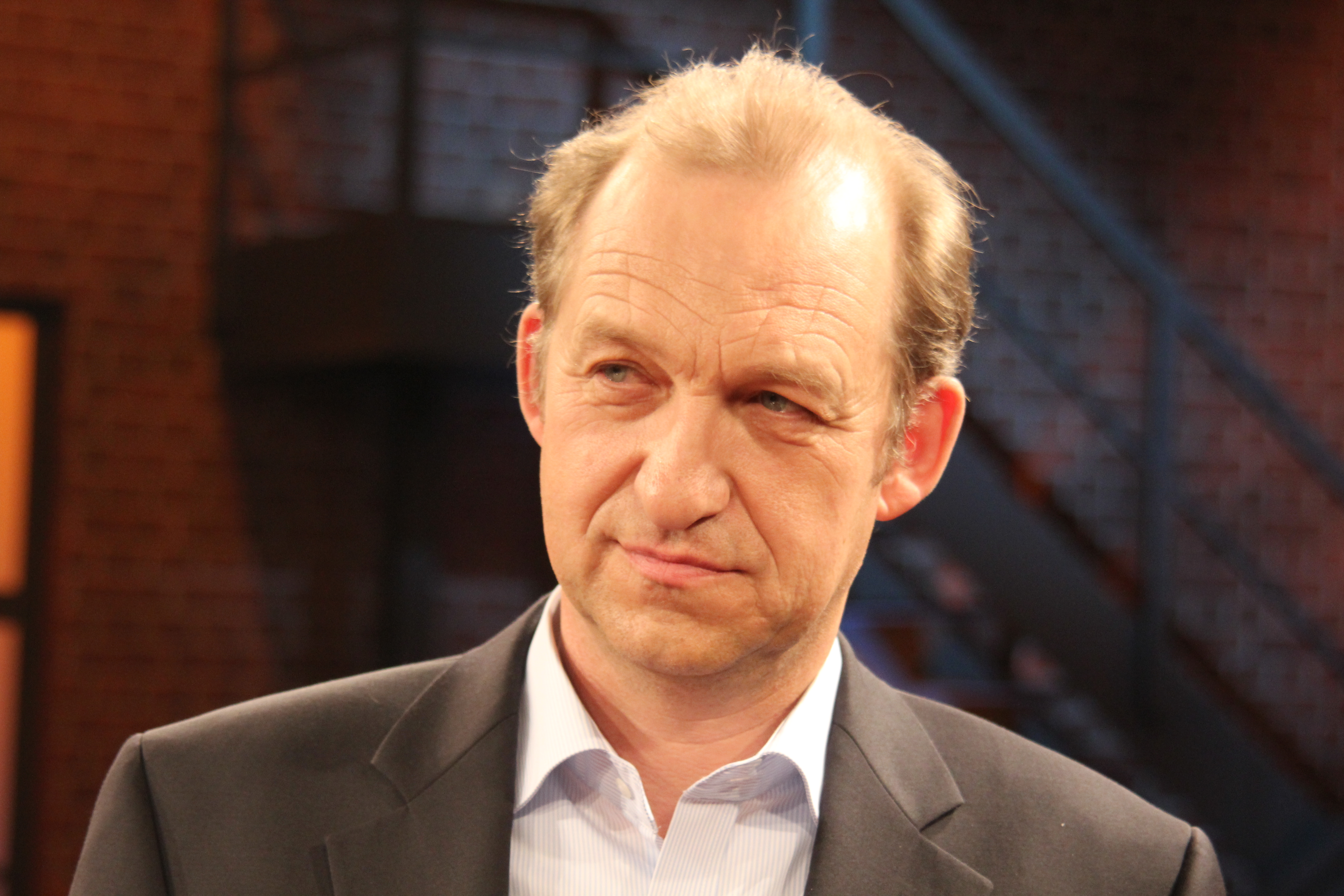
Peter Heinrich Brix beim Kölner Treff, 2012

Peter Heinrich Brix (* 13. Mai 1955 in Flensburg) ist ein deutscher Schauspieler und Synchronsprecher. Bekannt wurde er einem breiten Publikum ab 1995 durch seine Rolle des Polizisten Lothar Krüger in der Krimiserie Großstadtrevier.

## Leben
Peter Heinrich Brix wuchs auf einem Bauernhof in Steinbergkirche in Angeln auf. Er wollte nach seiner Schulzeit ursprünglich Landwirt werden und absolvierte eine Ausbildung zum staatlich geprüften Landwirt, die er 1979 erfolgreich abschloss. 1983 stand Brix das erste Mal auf einem Feuerwehrfest in seinem Heimatort auf der Bühne, wo er seine Liebe zur Schauspielerei entdeckte. Die folgenden Jahre spielte er an der Niederdeutschen Bühne der Stadt Flensburg, ohne jedoch die Arbeit auf seinem Bauernhof aufzugeben. Später nahm er in Hamburg drei Jahre lang privaten Schauspielunterricht bei Annemarie Marks-Rocke. Im März 1987 gab er sein Kameradebüt in der Folge Ein rabenschwarzer Tag der ZDF-Fernsehserie Der Landarzt. Ende der 1980er Jahre widmete Brix sich schließlich hauptberuflich der Schauspielerei. Er übernahm fortan vermehrt Rollen am Theater an und spielte in einer Vielzahl von Film- und Fernsehproduktionen, wie etwa neben Heinz Hoenig und Suzanne von Borsody in Peter Timms Krimikomödie Fifty-Fifty (1988) oder an der Seite von Walter Plathe in Franz Josef Gottliebs Unterhaltungs-Special Kein perfekter Mann (1993). Daneben übernahm er Gastrollen in zahlreichen Fernsehserien- und reihen, so z. B. in Zwei Münchner in Hamburg, in Schwarz-Rot-Gold, im Tatort, in Die Rettungsflieger oder in Stahlnetz. 
Einem breiteren Publikum bekannt wurde Brix ab 1995 durch seine Rolle des Polizisten Lothar Krüger in der Krimiserie Großstadtrevier; nach der 23. Staffel hat er die Serie 2010 verlassen. Im Mai 2009 ernannte die Polizei Hamburg ihn zum Ehrenkommissar. Außerdem spielte er bis 2021, neben dem bereits verstorbenen Jan Fedder (1955–2019) eine der beiden Hauptrollen, Adsche Tönnsen, in der norddeutschen Kultserie Neues aus Büttenwarder. Von 2003 bis 2014 verkörperte er an der Seite von Ottfried Fischer und Hansi Jochmann als Kommissar Albin Geiger eine der Hauptrollen in der ARD-Krimireihe Pfarrer Braun.
Ab der im Oktober 2018 erstausgestrahlten neunten Folge Sievers und die Frau im Zug der Krimireihe Nord Nord Mord übernahm er als Nachfolger des von Robert Atzorn gespielten Theo Clüver die Hauptrolle des Kommissars Carl Sievers.
Brix betätigt sich auch als Synchronsprecher, so lieh er u. a. Michael Newman in mehreren Staffeln der Fernsehserie Baywatch – Die Rettungsschwimmer von Malibu seine Stimme.
Peter Heinrich Brix ist seit Juni 2015 Erster UNESCO-Botschafter des niederdeutschen Theaterspiels. Er ist verheiratet und lebt in Hamburg.

## Filmografie (Auswahl)

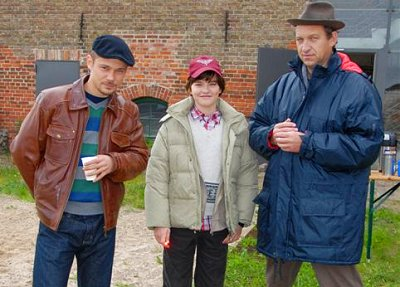
Von links: Antonio Wannek, Patrick Mölleken und Peter Heinrich Brix bei Dreharbeiten zum Fernsehfilm Pfarrer Braun: Heiliger Birnbaum (2008)

- 1987–2004 Der Landarzt (Fernsehserie, 5 Folgen)
- 1988: Fifty-Fifty
- 1991: Zwei Münchner in Hamburg (Fernsehserie, Folge: Ein Geschäft ohne Risiko)
- 1992: Schlafende Hunde (Fernsehfilm)
- 1993: Kein perfekter Mann (Fernsehfilm)
- 1994: Schwarz Rot Gold (Fernsehserie, Folge: Mission in Hongkong)
- 1995: Austernexpress (Fernsehfilm)
- 1995: Schwarz-Rot-Gold (Fernsehserie, Folge: Geld stinkt)
- 1995–2010, 2017: Großstadtrevier als Lothar Krüger (Fernsehserie, Folgen 85–289, 404)
- 1996: Die Männer vom K3 (Fernsehserie, Folge Kurz nach Mitternacht)
- 1997: Gegen den Strom (Fernsehfilm)
- 1997: Gelegenheit macht Liebe (Fernsehfilm)
- 1997: Napoleon Fritz (Fernsehfilm)
- 1997–2021: Neues aus Büttenwarder (Fernsehserie, 98 Folgen)
- 1998: Tatort: Arme Püppi (Fernsehreihe)
- 1998: Single sucht Nachwuchs (Fernsehfilm)
- 1998: Ein Mann stürzt ab (Fernsehfilm)
- 1998: Bella Block: Auf der Jagd (Fernsehreihe)
- 1999: Der Hund aus der Elbe (Fernsehfilm)
- 2000: Im Club der Millionäre (Fernsehfilm)
- 2000: Die Rettungsflieger (Fernsehserie, Folge Alle für Einen)
- 2001: Die Kinder vom Alstertal (Fernsehserie, Folge Boys and Girls)
- 2001: Tatort: Kalte Wut
- 2001: Alphateam – Die Lebensretter im OP (Fernsehserie, Folge 142)
- 2002: Nesthocker – Familie zu verschenken (Fernsehserie, Folge Leichen im Keller)
- 2003: Stahlnetz: Ausgelöscht (Fernsehreihe)
- 2003–2014: Pfarrer Braun (Fernsehreihe, 22 Folgen)
- 2004: Alarm für Cobra 11 – Die Autobahnpolizei
- 2005–2013: Die Blaumänner (Fernsehreihe, 8 Folgen)
- 2005: Am Tag als Bobby Ewing starb
- 2005: Das geheime Leben meiner Freundin (Fernsehfilm)
- 2007: Elvis und der Kommissar (Fernsehserie, Folge Todesursache Eigentor)
- 2009: Butter bei die Fische (Fernsehfilm)
- 2011: Fischer fischt Frau (Fernsehfilm)
- 2012: Der Mann, der alles kann (Fernsehfilm)
- 2012: Nägel mit Köppen (Fernsehfilm)
- 2013: Unter anderen Umständen: Der Mörder unter uns
- 2013: Vom Fischer und seiner Frau (Fernsehfilm)
- 2014: Till Eulenspiegel (Fernseh-Zweiteiler)
- 2014: Wir machen durch bis morgen früh
- 2015: Eine wie diese (Fernsehfilm)
- 2016: Nachtschicht – Ladies First (Fernsehreihe)
- 2017: Ostfrieslandkrimis – Ostfriesenkiller (Fernsehreihe)
- 2017: Jürgen – Heute wird gelebt (Fernsehfilm)
- 2017: Das Pubertier (Fernsehserie, Folge Das Pubertierchen)
- 2017: Die Kanzlei (Fernsehserie, Folge Irrungen)
- 2018: SOKO Leipzig (Fernsehserie, Folge Janika)
- 2018: Tatort: Im toten Winkel
- 2018, 2019: Kroymann (Satiresendung, 2 Folgen)
- seit 2018: Nord Nord Mord (Fernsehreihe) → siehe Besetzung
- 2024: Zwei Erben sind einer zu viel (Fernsehfilm)

## Filmdokumentationen
- Peter Heinrich Brix – Ein Mann mit Charakter. Deutsche TV-Dokumentation (2015) von Cornelia Quast; 60 Minuten.